# Carregament tancat
Carregament tancat (títol original: Sealed Cargo) és una pel·lícula de guerra estatunidenca de 1951 dirigida per Alfred L. Werker. Tracta sobre un pescador, interpretat per Dana Andrews, que es veu involucrat amb els nazis i els seus submarins. Claude Rains, Carla Balenda i Philip Dorn la coprotagonitzen. Està doblada al català.
La pel·lícula es va basar en la novel·la The Gaunt Woman d'Edmund Gilligan .

## Argument
El 1943, un vaixell de pesca estatunidenc té una trobada fatídica amb una goleta danesa greument danyada a la costa atlàntica del Canadà.

## Repartiment
- Dana Andrews com Pat Banyon
- Carla Balenda com Margaret McLean
- Claude Rains com capità Skalder
- Philip Dorn com Konrad
- Onslow Stevens com comandant James McLean
- Skip Homeier com Steve
- J. M. Kerrigan com Ben
- Arthur Shields com Kevin Dolan
- Morgan Farley com Caleb